# Church Square (Pretoria)
Pour les articles homonymes, voir Church Square.
La place de l'Église (Church Square en anglais et Kerkplein en afrikaans) est une place du centre historique de Pretoria, la capitale administrative d'Afrique du Sud.
Elle est située à l'intersection de l'historique church street et de Paul Kruger street.
Church Square est bordé par un certain nombre d'autres bâtiments historiques datant de l'ère de la république sud-africaine du Transvaal et de l'Union sud-africaine.
On y trouve le siège de la Cour suprême d'Afrique du Sud pour la province du Gauteng.

## Historique
Dès l'origine de la fondation de Pretoria en 1855, Church Square constitue le cœur politique, religieux, économique, social et civique de la ville.

### Histoire patrimoniale

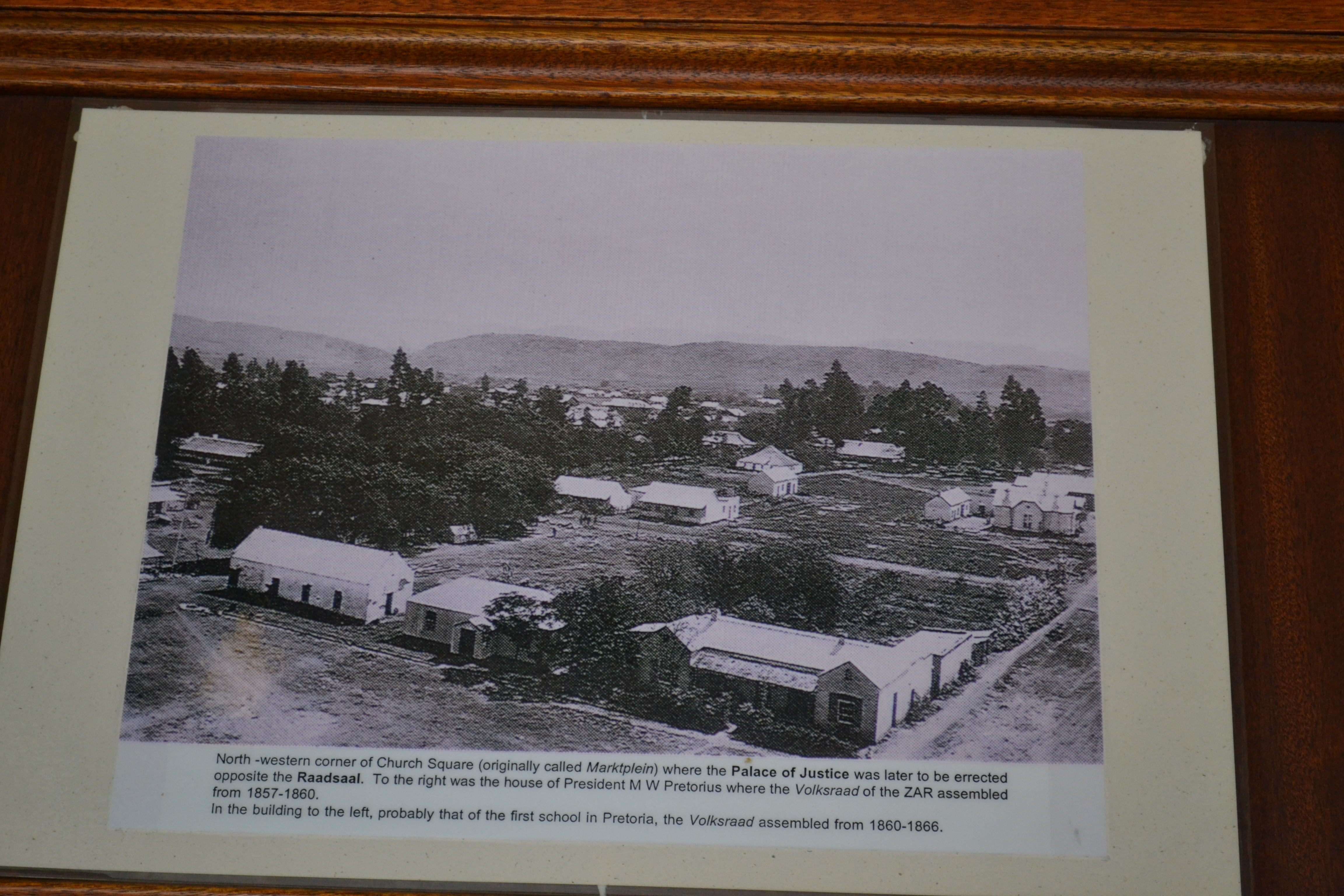
Nord-ouest de Church Square où s'élève aujourd'hui le palais de justice : À droite, la maison du président M.W. Pretorius où se réunissait le parlement de 1857 à 1860 et à gauche la première école de Pretoria où se réunissait le parlement de 1860 à 1866

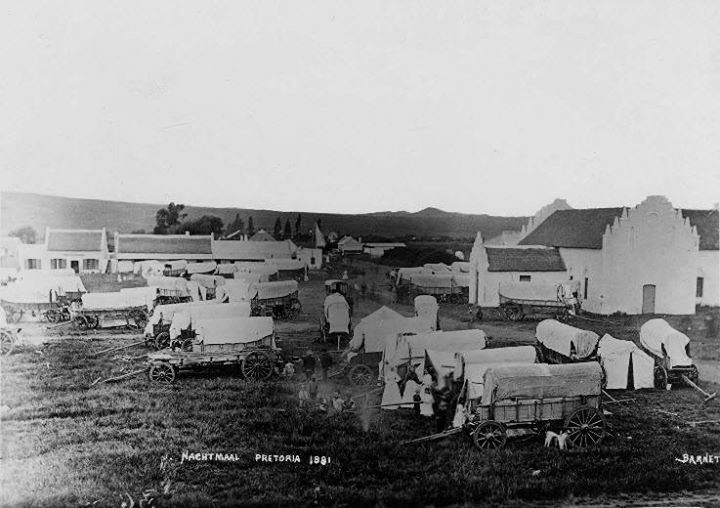
Vue sur le côté nord-ouest de la place en 1881 avec la première église réformée.

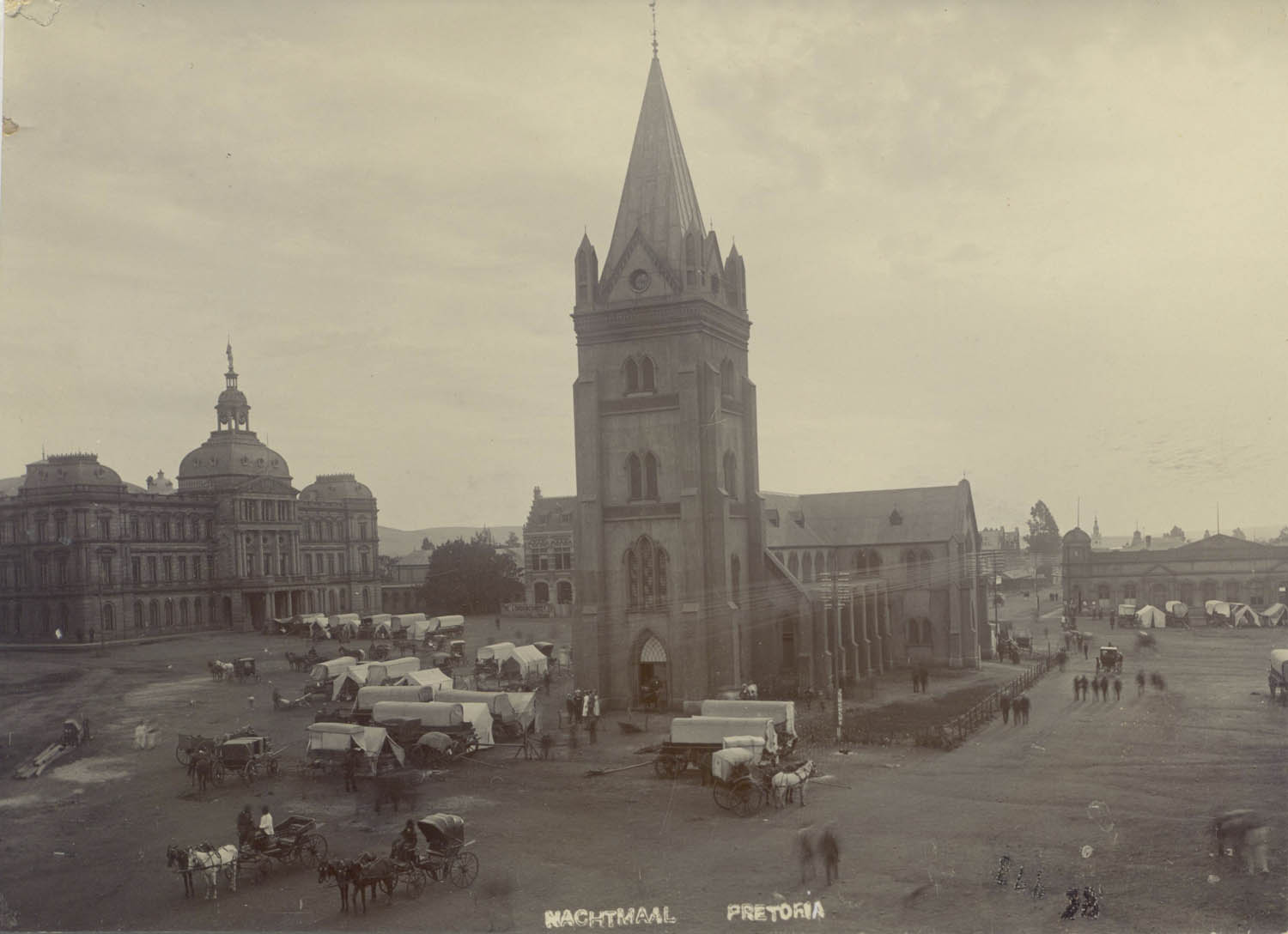
Place de l'église en 1900 : la deuxième église réformée avec en arrière-plan au sud-ouest, à gauche, le Raadsaal (1888) et à l'ouest, à droite, le second bâtiment des postes (1887).

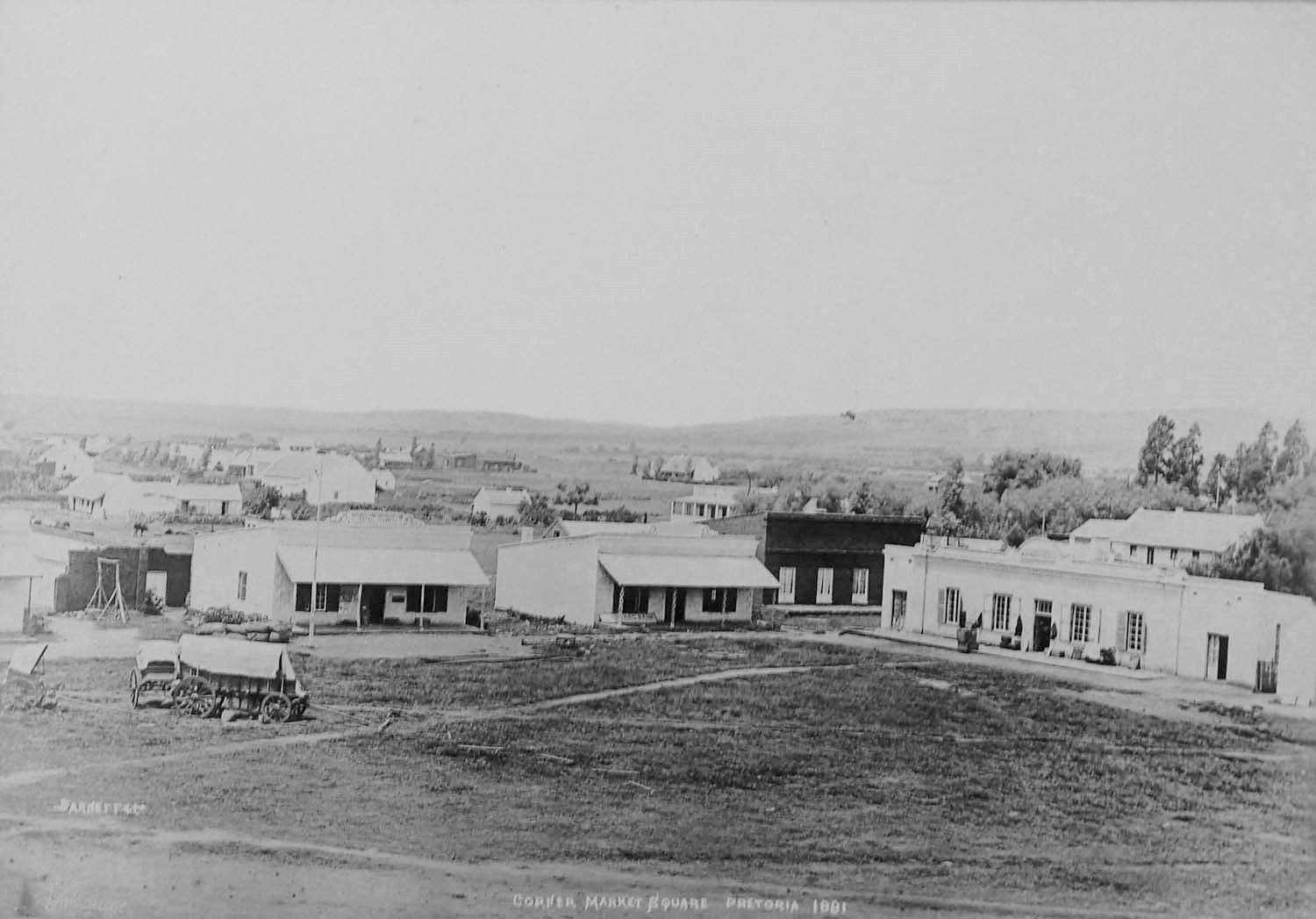
Le premier bâtiment de la Standard bank (au centre) sur Church Square en 1881

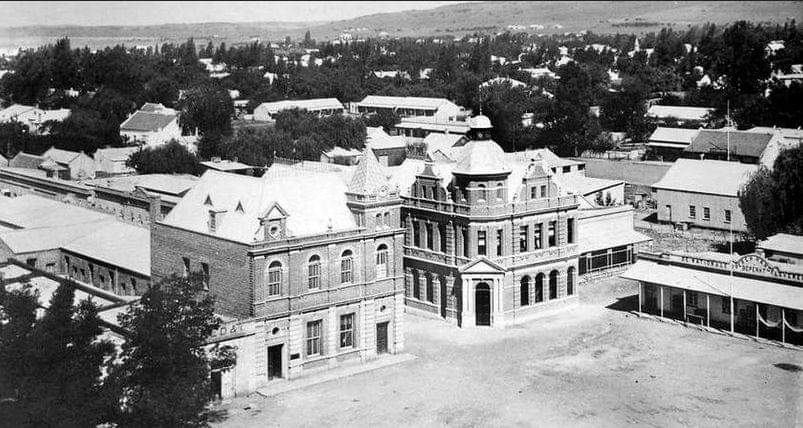
Même emplacement quelques années plus tard (avant 1894) : Bourke Trust Bldg (caché par les arbres), Bank of Africa, Natal Bank (au milieu) et la Nationale Boeren Handelsvereeniging.

La place s'est d'abord appelée Market Square (place du Marché) avant que ledit marché ne soit déplacé dans les années 1880 sur une place désignée à l'époque sous le nom de "uitspanningsplein" (actuelle Lillian Ngoyi Square). Market Square prit alors le nom de place de l'église pour désigner l'endroit où se dressait la première puis la principale église réformée de Pretoria. De style Cape Dutch, cette première église avait été construite en 1854 par les architectes William Skinner (1828-1885) et les frères Louis et Lionel Devereux, au croisement entre la place et Market street (actuelle Paul Kruger street). Consacrée en 1857, agrandie en 1865, elle brula dans un incendie en 1882.
La place était alors entourée de diverses maisons aux toits de chaume, des magasins et des échoppes, tous étant des bâtiments bas de plain-pied, comprenant souvent des terrasses (stoep) abritées par des appentis ou des auvents en façade ainsi que des toits en tôle ondulée ou en chaume. Il y avait notamment la villa Eyrie de l'entrepreneur John Ellis, la maison de Marthinus Wessel Pretorius, une école, le South African Hotel ou encore des cabinets d'avocat (Tranced and Lunnon, Koranda and Marais).
La seconde église, Franken's church, qui inaugura réellement le nom de la place, était un bâtiment de style néo-gothique, construite par Claridge et Simmonds. Construite en 1884-1885 plus au centre de la place, elle fut entièrement démolie à la fin de l'année 1904, après que d'importantes fissures aient été constatées. Les autorités municipales, convaincues de la dangerosité de l’édifice, avait d'abord fait abattre le clocher avant de sursoir pour permettre la cérémonie funéraire et l'enterrement du président Paul Kruger le 16 décembre 1904. Plus aucune église ne fut édifiée sur Church Square mais la place garda son nom. Une fontaine succéda à la statue puis des sculptures et quelques années plus tard, la statue de Paul Kruger.

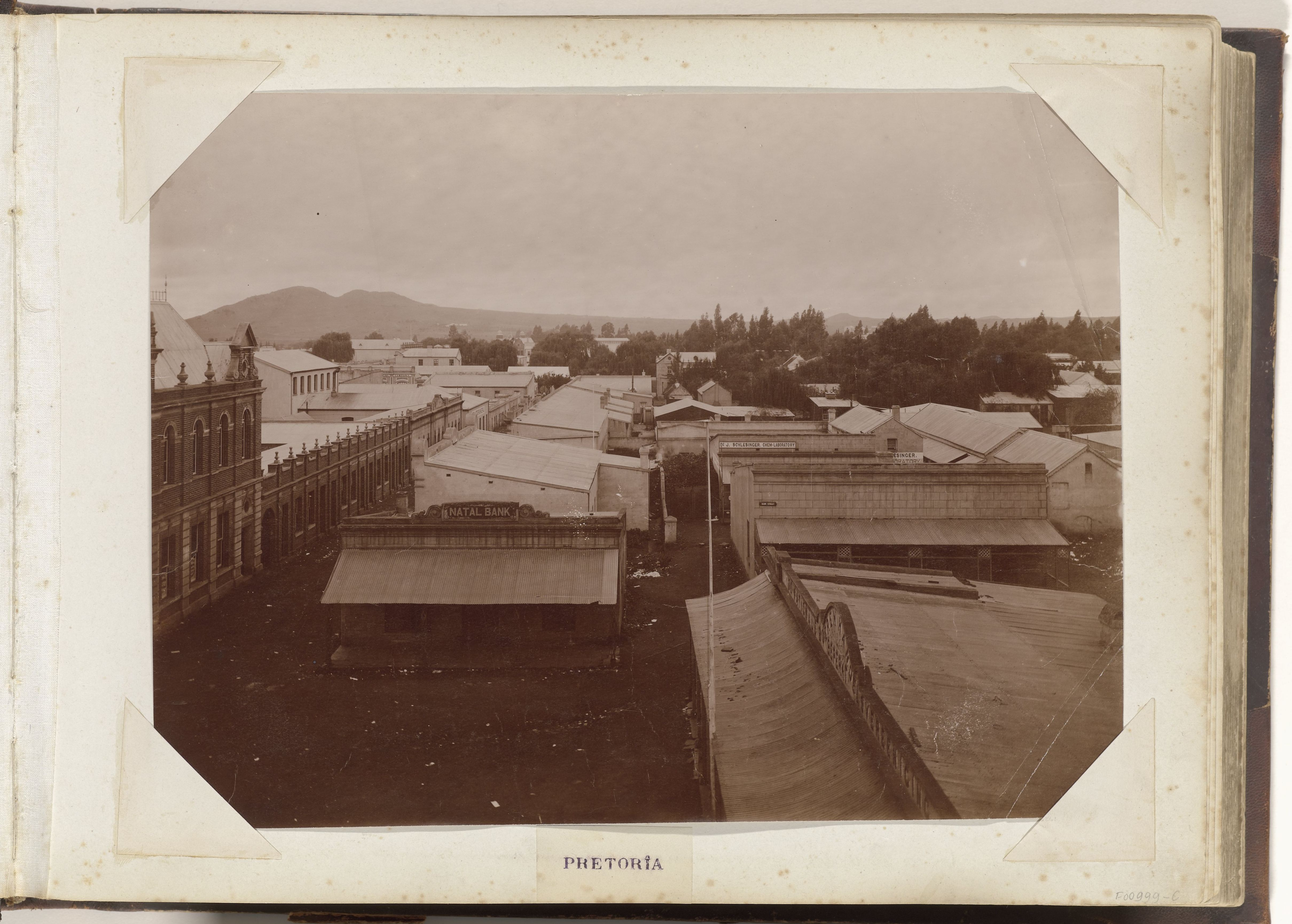
La Natal Bank a repris le bâtiment qu'occupait la Standard bank (au centre) avant de le démolir et d'en construire un nouveau en 1893

Dans les années 1880-1890, plusieurs édifices furent érigés : 
- le palais de Justice (1897), édifiés à la place de la parcelle qu'occupaient notamment la première école de Pretoria et l'ancienne maison de Marthinus Wessel Pretorius, toutes deux ayant été utilisé comme salle de réunion du Volksraad et de postes.
- l'Erasmus Building (v.1890)
- le Lewis and Marks building
- le Transvaal Mortgage and Loan Building, appelé plus tard Alexandra Building (1890),
- l'immeuble abritant le magasin Brodrick à l'angle de church street est.
- le Bourke Trust Building
- la Banque d'Afrique
- le bâtiment de la Banque du Natal (1893)
- le bâtiment de la Standard Bank of South Africa (1894)
- le grand hôtel de Pretoria (1890).
- le Raadsaal,
- le South African Hotel and Tavern devenu Alhambra Theatre (1888) rebaptisé President theatre en 1897 (puis Empress theatre en 1903 et enfin His Majesty's Theatre)
- la banque néerlandaise (1896-1897), édifiée à la place du South African Hotel
- la chambre des lois (1893-1894),
- le bâtiment des postes (1887), construit à la place du modeste Austin building qui faisait office de bureau de poste
- le Kimberley Hotel remplacé en 1892-1893 par le bâtiment de la Nationale Bank der Zuid- Afrikaansche Republiek

En 1899, l'ensemble de la place avait été racheté par le gouvernement du Transvaal puis, après la défaite des Boers, géré par le gouvernement colonial. En 1906, la ville de Pretoria récupéra la gestion de l'ensemble de la place et s'attaqua à mettre en œuvre un nouveau plan d'urbanisme pour l'ensemble du secteur. La place elle-même est reconfigurée sur le modèle de Trafalgar Square (façade sud) et de la place de la Concorde (façade nord). Tout comme l'église à la fin de 1904, plusieurs commerces ou édifices sont démolis et remplacés par des immeubles plus imposant comme le Café Riche et la poste générale (1910)

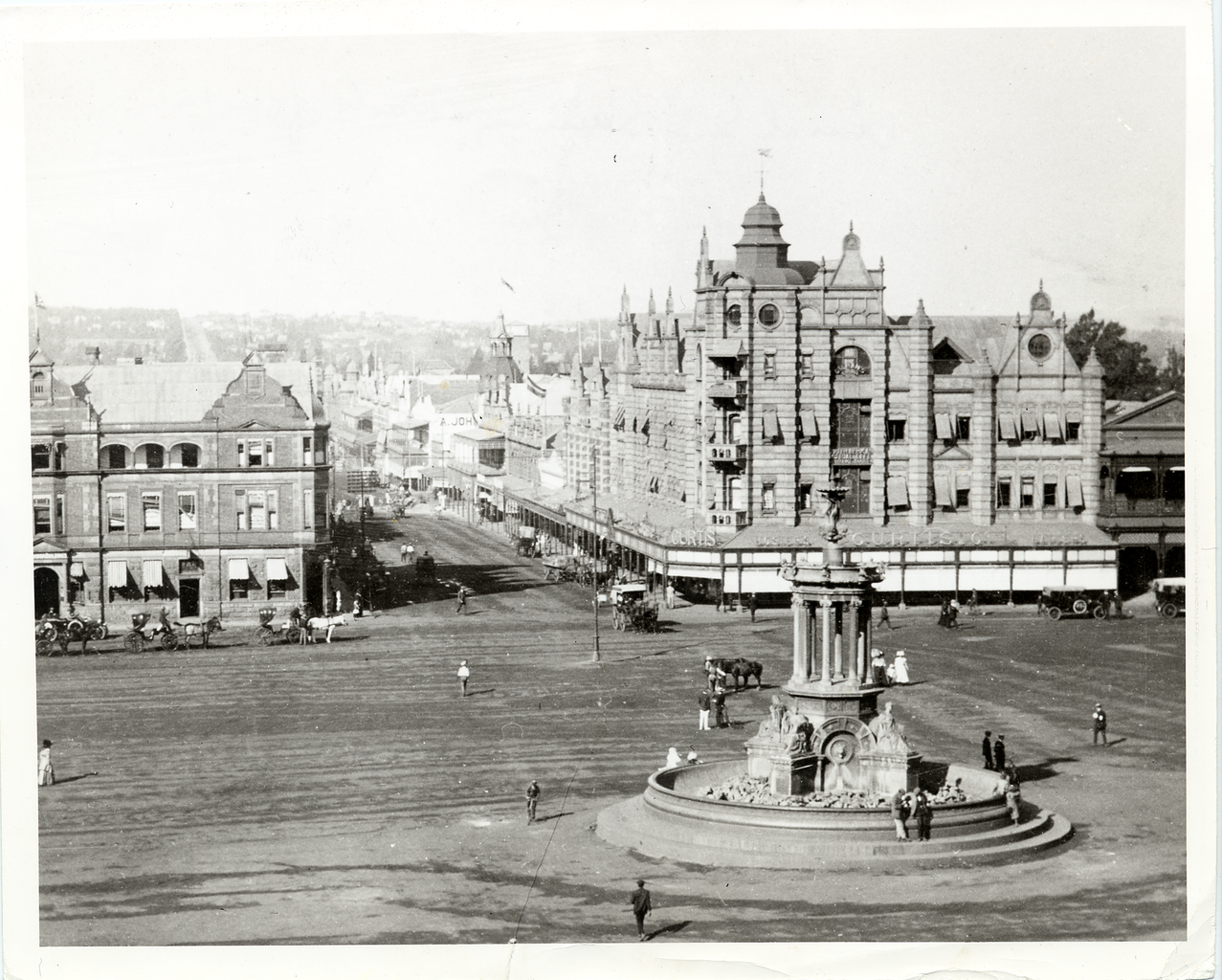
Church Square en 1905 avec la fontaine en fonte (déplacée au zoo en 1910), l'Alexandra Building (1890-1934) et le bâtiment Tudor qui était alors le plus grand immeuble de bureaux de Pretoria.

À partir de 1910 et jusqu'en 1939, church square devient le carrefour et le terminus du réseau de tramway électrique, reliant la place à la gare de Pretoria, au zoo, aux Union Buildings et aux quartiers de Sunnyside et de Pretoria West. Par la suite, la place demeure le terminus du réseau de transport en commun de la ville.
Au début des années 1920 et surtout des années 1930, la place connait une nouvelle période de rénovation urbaine : l'Empress theatre est démoli (1922). A sa place en 1931 s'érigera le Capitol theatre. L'Alexandra Building et le Grand Hotel sont aussi démolis pour être remplacés respectivement par les bâtiments néoclassiques de la banque Barclays et de la nouvelle Standard Bank. Deux nouveaux immeubles néoclassiques prennent place au nord-est de church square abritant la Reserve Bank et une Mutuelle ainsi qu'une petite banque afrikaner (Ons Eerste Volksbank).
Dans les années 1950 et début des années 1960, c'est tout le secteur de bank lane et bureau lane qui est transformé avec la démolition des édifices de la banque d'Afrique, de la Natal bank et de l'ancienne Standard bank remplacés par la Rentbel Towers, le Centenary building et la Saambou Baank. C'est aussi le cas au nord-est de la place où l'Erasmus building et l'ancien Lewis and Marks building laissent la place au Prudential building et à une extension de l'immeuble de la banque Barklays.
En 1971, la gestion de la place est transférée au ministère des travaux publics qui se lance dans des projets contestés de renouvellement urbain, initiés précédemment par la municipalité. La construction sur la façade ouest de deux tours de 130 m de hauteur est envisagée puis abandonnée pour laisser la place à des projets visant tout autant à transformer radicalement la physionomie de la façade ouest de la place. Au prix d'un bras de fer avec l'administrateur du Transvaal, Sybrand van Niekerk et avec le premier ministre John Vorster, l'ensemble de la façade ouest, du théâtre du Capitol à l'Investment Building en passant par le Café Riche et la poste, échappent finalement à la démolition, grâce à la mobilisation de plusieurs milliers d'habitants mais aussi à la mobilisation des architectes, des historiens, des associations culturelles, des artistes, de personnalités politiques et de la presse,. L'ensemble est finalement inscrit au patrimoine national en 1980.
Néanmoins, depuis plusieurs dizaines d'années, la place a perdu son attractivité commerciale et n'abrite déjà plus que des édifices publics, la plupart vides ou sous-occupés, à l'exception du palais de justice. Même si le Raadsaal fait l'objet d'une restauration en 1992, la place subit en contre-coups la dégradation générale du quartier de Pretoria Central à la fin des années 1990 et au début des années 2000. Refuge des mendiants et des SDF à toute heure de la journée et de la nuit, elle attire cependant encore les touristes qui viennent photographier l'iconique statue de Paul Kruger et le Raadsaal ou bien se restaurer au Café Riche (rouvert en 1994). À partir du début des années 2010, le quartier et la place font l'objet d'un programme global de rénovation urbaine visant à rajeunir les infrastructures et embellir le quartier. En 2014-2015, tout le pavement de la place est ainsi remplacé dans le cadre de la mise en place d'un nouveau système de transport en commun en bus. À cette occasion, les anciennes voies de tramways sont déterrées.
En février 2018, le gouvernement via le président du South African Geographic Names Council Mohlala annonce que dans le cadre du réaménagement de Church Square, la statue de Paul Kruger resterait à sa place mais que d'autres statues, représentants des « combattants de la liberté » ou d'autres personnalités historiques telles que le roi Kgosi Mampuru II, seraient progressivement érigées à proximité.

### Un symbole politique

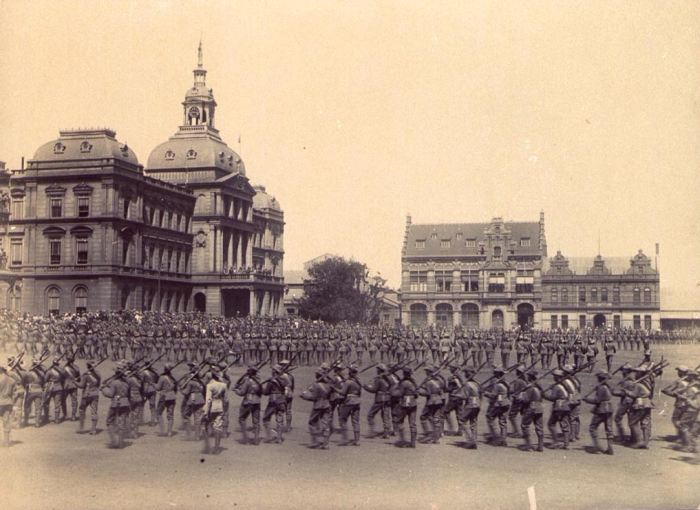
Place de l'église en 1899, parade des commandos boers

La place de l'église de Pretoria revêtu une importance politique particulière durant une petite centaine d'années. Elle accueillit les premiers bâtiments officiels du gouvernement dont le premier parlement (1864) puis le second parlement du Transvaal (1891). C'est sur cette place que le Vierkleur, le drapeau de la république sud-africaine du Transvaal, est inauguré comme emblème de la nouvelle république boer. C'est aussi sur Church Square qu'est proclamée l'annexion de celle-ci à la Grande-Bretagne par Theophilus Shepstone en 1877 et que Paul Kruger se présente à ses concitoyens après son élection à la présidence.
Lors de la seconde guerre des Boers, les Britanniques officialisent sur Church Square leur prise de la ville en 1900.
Enfin, c'est sur cette place que sont proclamées la formation de l'union d'Afrique du Sud en 1910 et de la république d'Afrique du Sud le 31 mai 1961, marquée par l'intronisation du président Charles Swart.
Au début des années 1990, la place est le lieu de rassemblement régulier des partis politiques conservateurs et des groupuscules d'extrême-droite opposés au démantèlement de l'apartheid,.
La place perd dès lors son importance politique, notamment après les élections générales sud-africaines de 1994. Elle reste un symbole fort pour l'identité culturelle afrikaner, notamment en raison de la présence de la statue de Paul Kruger qui en fait toujours un lieu de commémoration pour les mouvements identitaires afrikaners. Pour cette raison notamment, le monument à Paul Kruger, menacé par des groupes pan-africanistes d'extrême-gauche, fait l'objet depuis avril 2015 d'une protection spécifique et a été entourée d'une clôture aux pointes acérées,.

## L'aménagement de la place

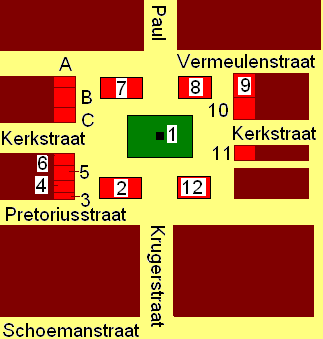
Carte de Church Square à Pretoria
1 : Monument à Paul Kruger
2 : Ancien parlement du Transvaal. 1888
3 : Théâtre
4 : Ancienne banque néerlandaise (1896)
5 : Chambre des lois
6 : Café Riche (1905)
7: Palais de Justice
8 : Reserve bank (1934) et Old Mutual Building (1929)
9 : Ons Eerste Volksbank (1930) et Prudential Building (1960)
10 : First National Bank (1934)
11 : Bâtiment Tudor (1904) et Rentbel building (1956)
12 : Ancienne Saambou Baank building (1961) et Standard Bank building (1934)
A : Bank of Africa (1906) et musée de la poste
B : National Bank of South Africa (1893)
C : Poste générale (1910)

Autour du jardin et du monument à Paul Kruger et aux Boers du Transvaal, se dressent plusieurs bâtiments historiques :
- Le palais de Justice (1897) : construit par l'architecte néerlandais Sytze Wierda (1839-1911), siège de la cour suprême du Transvaal, hôpital militaire britannique durant la seconde guerre des Boers, il est le siège de trois cours pénales de justice, de six chambres civiles et d'une librairie. C'est dans ce palais de justice qu’eut lieu le procès de Rivonia en 1964 où Nelson Mandela fut condamné à la prison à vie.
- Old Reserve Bank (1930-1931) au 40, Church Square est l'un des derniers bâtiments conçus par Herbert Baker, construit à l'emplacement d'une des dernières maisons de la place
- Old Mutual Building (1929-1930) au 38, Church Square, construite à la place d'une échoppe.
- Ons Eerste Volksbank (1930), ancienne banque afrikaner
- Prudential Building (1960) au 28 church square, érigé à la place de l'Erasmus building
- L'immeuble de la First National bank (1934), anciennement banque Barclays, a été érigée à la place du Transvaal Mortgage and Loan Building (1890), appelé Alexandra Building de 1906 à 1934, et agrandi dans les années 1960 après la démolition du Lewis and Marks building.
- Tudor Chambers (1903), construite par l'architecte anglais John Ellis. Le bâtiment a perdu sa coupole et sa sculpture en bronze au cours d’intempéries au début des années 1960. Le bâtiment a été racheté et rénové en 2007 par un magnat de l'immobilier.
- l'immeuble Rentbel Towers (1956), anciennement Johannesburg building society, érigée à la place de l'ancienne banque d'Afrique
- Centenary building (1955) sur Bank lane, érigé à la place de l'immeuble abritant l'ancienne succursale de la banque du Natal
- l'immeuble de l'ancienne Saambou Baank (1961) de l'architecte Hendrik Vermooten, érigé au 13 church square à la place de l'ancien bâtiment de la Standard Bank of South Africa (1894-1959) qui comprenait de nombreux éléments de décoration d'Anton van Wouw
- le nouvel immeuble de la Standard Bank (1934), érigé à la place de l'ancien grand hôtel de Pretoria (1890-1930) qui avait lui-même été érigé à la place de la villa Eyrie, la maison de John Robert Lys, l'un des fondateurs de Pretoria
- L'ancien parlement du Transvaal (Ou Raadsaal) : D'architecture néo-renaissance, il date de 1888 et fut construit par Sytze Wierda. Les armoiries du Transvaal sur le fronton furent sculptées par Anton Van Wouw.
- L'ancien théâtre du Old Capitol (1930-1931)[10]
- L'ancienne banque néerlandaise (1896-1897), banque des sud-africains néerlandais, elle cessa ses activités en 1953.
- La chambre des lois (1893-1894).
- le Café Riche (1904) : construit par l’architecte néerlandais François Soff (1867-1936), l'ancien Reserve Investment Building, surmonté par la sculpture d'une chouette (d'Anton van Wouw), a pris le nom du salon restaurant qui se trouvait à l'origine au rez-de-chaussée au côté de boutiques et d'un salon de thé.
- La poste générale (1910), troisième poste générale édifiée à cet endroit. Le bâtiment précédent édifié en 1887 avait été le premier bâtiment dédié à cette fonction.
- Le bâtiment de la National Bank of South Africa (1892-1893), ancienne Nationale Bank der Zuid- Afrikaansche Republiek autrement connu sous le nom de Old Barclays building, fut construit en lieu et place d'une maison basse à la toiture en zinc, d'un long bâtiment de plain-pied abritant une agence immobilière (Kuranda & Marais) et du Kimberley Hotel. Comme plusieurs des édifices construits à l'époque sur Church Square, la première pierre de l'édifice fut posé, en 1892, par le président Paul Kruger. Un bâtiment annexe, haut et étroit, a été ajouté à côté en 1903.
- Investment Building (1910), également appelé Kirkness Building de style néo-classique, Il hébergea à l'origine les bureaux de John Johnstone Kirkness et de la Bank of Africa puis la Banque nationale (1912) et la South African Mutual qui fait partie des services postaux sud-africains. Il abrite le musée de la poste depuis 1996.

Visible depuis Church square derrière l'ancienne banque néerlandaise et à côté de l'ancien théâtre, situé sur parliament street et longeant Pretorius street, l'immeuble de grande hauteur de la Transvaal Provincial Administration (1962-1966) est inoccupé et abandonné depuis 1994.

### La statue de Paul Kruger

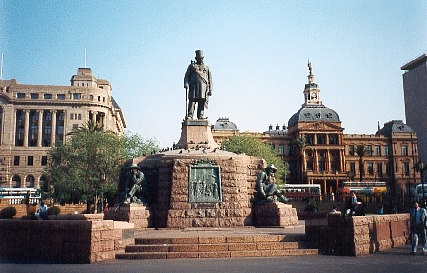
Statue de Paul Kruger devant l'immeuble de la standard Bank et le Raadsaal.

Au centre de Church Square se dresse dans un jardin ouvert une statue de Paul Kruger sculptée par Anton Van Wouw d'après une commande, effectuée en 1896 par Sammy Marks (1884-1920), un financier juif sud-africain et confident de Paul Kruger, le président de la République sud-africaine du Transvaal. Au départ, Marks, qui voulait ainsi montrer sa loyauté à la république du Transvaal, avait pensé faire réaliser une statue en marbre et la faire ériger devant un bâtiment public en prenant comme modèle ce que faisaient les Britanniques avec les statues de la Reine Victoria. D'abord sceptique par ce symbolisme monarchique, Kruger accepta et opta pour que la statue fut érigée dans le parc Burghers. Mais Marks le convainquit de la faire ériger sur Church Square, la place centrale de Pretoria et le cœur du pouvoir politique du Transvaal.
Une statue en bronze de Kruger, accompagné de quatre sentinelles boers et de quatre bas-reliefs représentant la carrière de Kruger, fut finalement sculptée en Italie et terminée en 1899. Son piédestal en granit rouge d'Écosse fut installé sur Church Square en 1900, à l'ouest de l'église et en face du palais de justice. Cependant, dans l'attente de la fin de la seconde guerre des Boers, les statues furent entreposée à Lourenço Marques. La victoire britannique acquise, la statue symbole des indépendantistes boers mit plusieurs années avant que les Britanniques n'acceptent qu'elle n'entre en Afrique du Sud mais seulement afin de favoriser la paix et la réconciliation. Toutefois, le lieu où elle devait être érigée souleva de longs débats en raison du symbole qu'elle représentait.

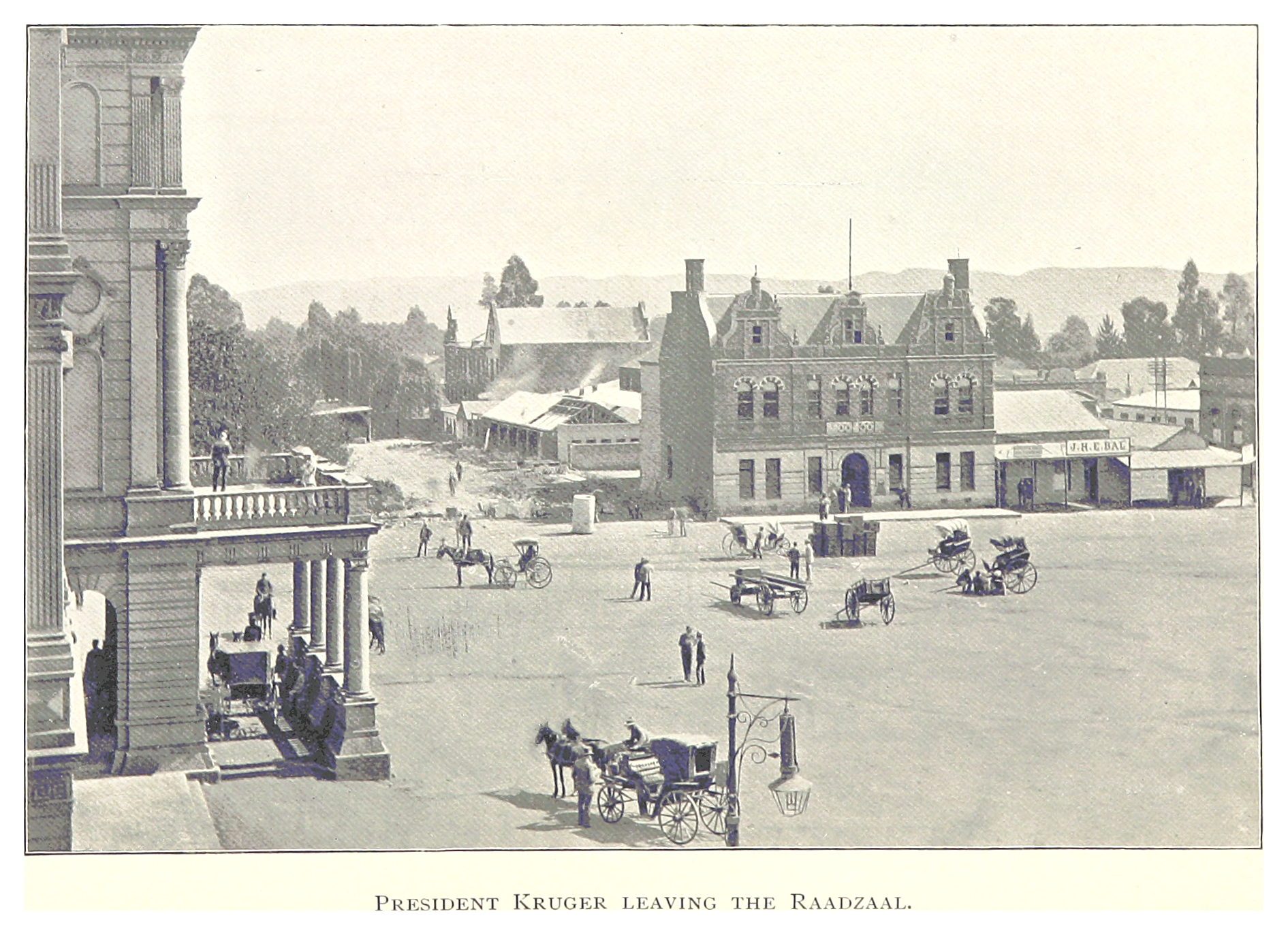
Church Square en 1899 : le président Kruger quittant le Raadsaal.
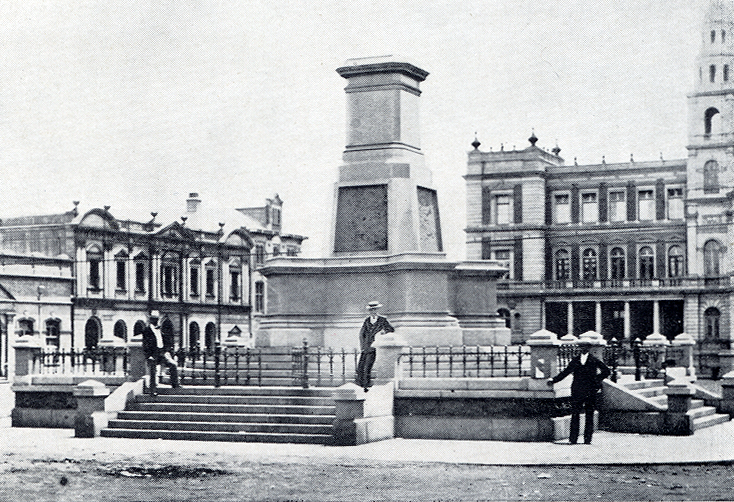
Premier piédestal en granit rouge d’Écosse de la future statue de Paul Kruger, installée sur Church Square en 1900 et retirée en 1906
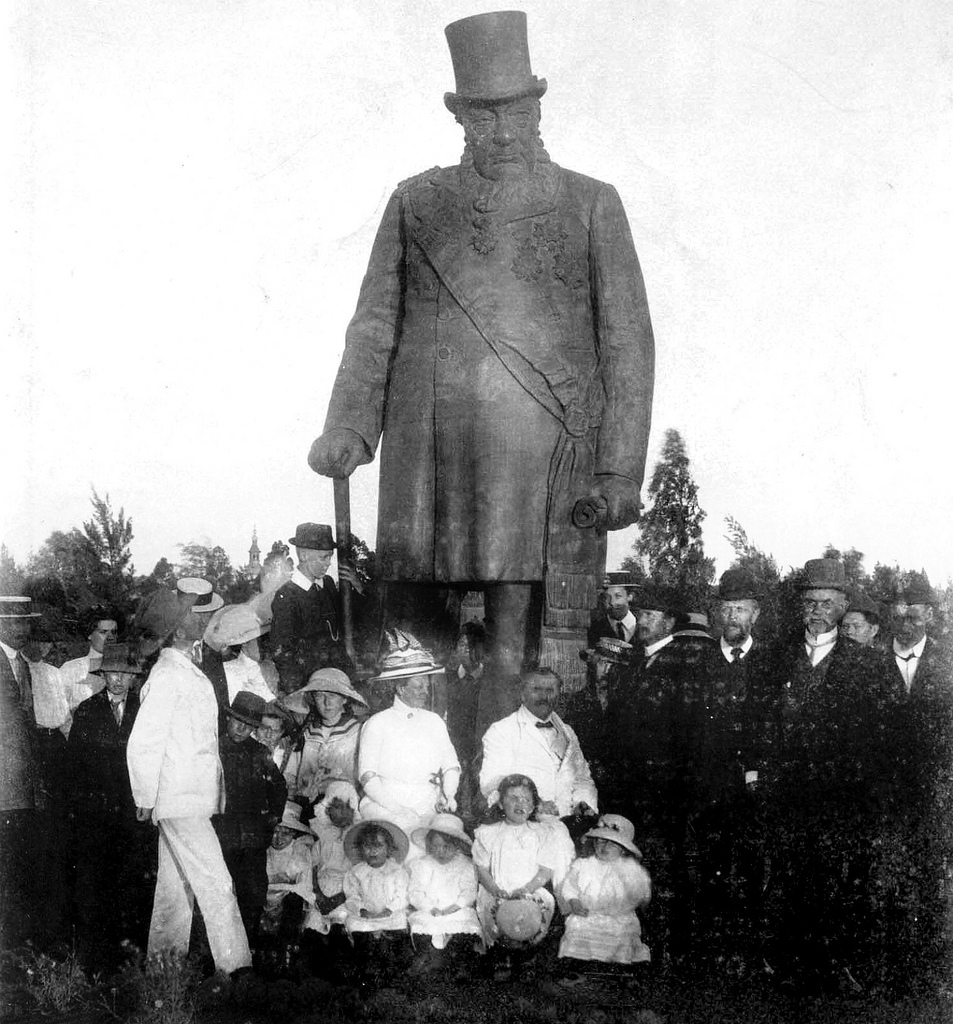
La statue de Kruger en 1913 avant qu'elle ne soit érigée sur son socle dans Prince’s Park

Entre-temps, sur Church Square, une fontaine en fonte, elle aussi financée par Marks, avait été installée à l'emplacement où était situé l'église tandis que le piédestal en granit d'Écosse était démonté.
Le Prince's Park (l'ancien Volkspark) fut alors retenue pour accueillir Kruger et le piédestal en granit rouge y fut alors ré-installé pour servir de socle. La statue y est à son tour érigée en 1913 mais sans ses sentinelles et ses bas-reliefs, ces derniers ayant été subtilisés par les Britanniques. Cependant, avant même son inauguration officielle, la statue, encore couverte, est placée en symbole du souverainisme boer par des dissidents nationalistes, exclus du gouvernement du général Louis Botha qui organisent, à ses pieds dans Prince's Park, une réunion de masse en soutien à James Barry Hertzog. La statue est finalement inaugurée quelques mois plus tard par le général Botha.
Durant les douze années qui suivent, des voix réclament qu'elle soit déplacée sur Church Square et que les Britanniques restituent les bas-reliefs et les éléments manquants.
Exactement un siècle après sa naissance, le 10 octobre 1925, la statue de Paul Kruger est érigée à un nouvel emplacement, plus près du centre-ville, devant la gare de Pretoria et Market street (plus tard rebaptisé Paul Kruger street), l'artère urbain qui mène à Church Square. Pour la première fois, l'ensemble monumental est enfin complet. Les 4 sentinelles boers et les bas-reliefs ont été restitués, grâce à l'ancien premier ministre, Jan Smuts, qui joua un rôle majeur pour les retrouver et les faire rapatrier depuis le mémorial de la guerre au Collège de Chatham. Quant au déplacement de la statue de Oom Paul depuis Prince's Park, il a été obtenu par l'arrivée au pouvoir l'année précédente de James Barry Hertzog et d'une majorité également favorable au conseil municipal de Pretoria.

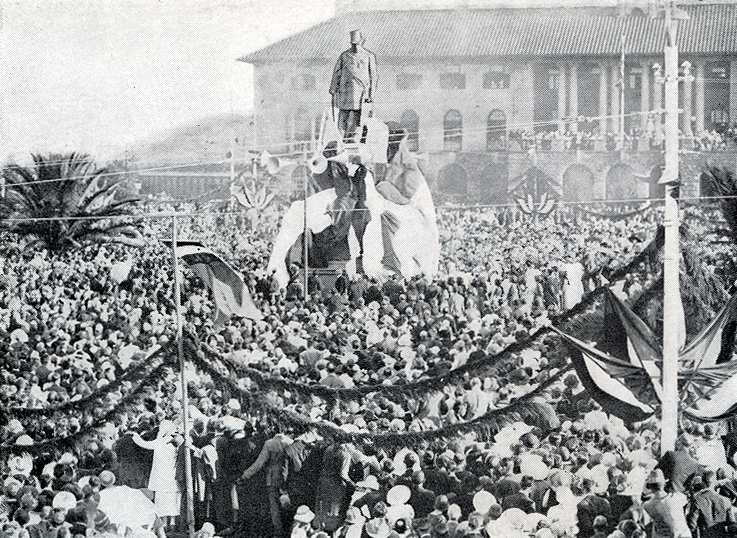
Inauguration en 1925 sur son piédestal en granit d’Écosse de la statue de Kruger devant la gare de Pretoria.
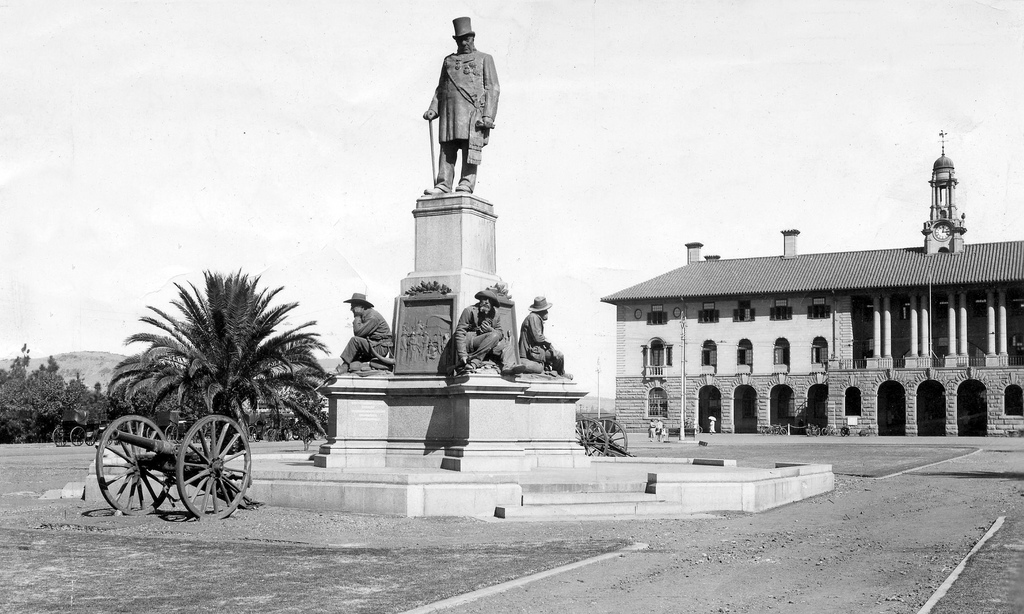
La statue de Kruger, accompagnée des 4 burghers, demeure devant la gare de Pretoria jusqu'en 1954 avant d'être installée au centre de Church Square.
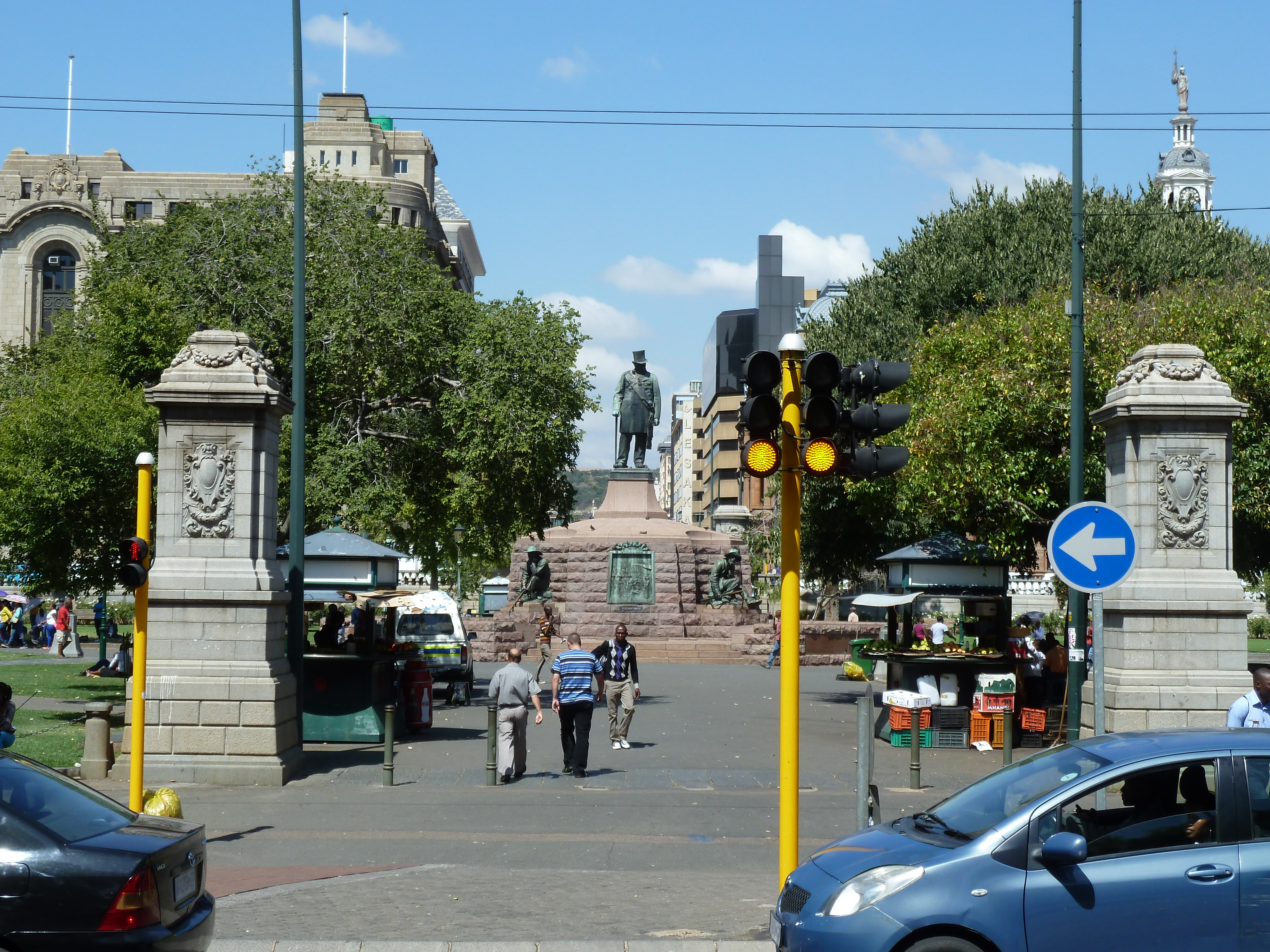
Entrée du square central de la place de l'église dominée depuis 1954 par la statue de Paul Kruger.
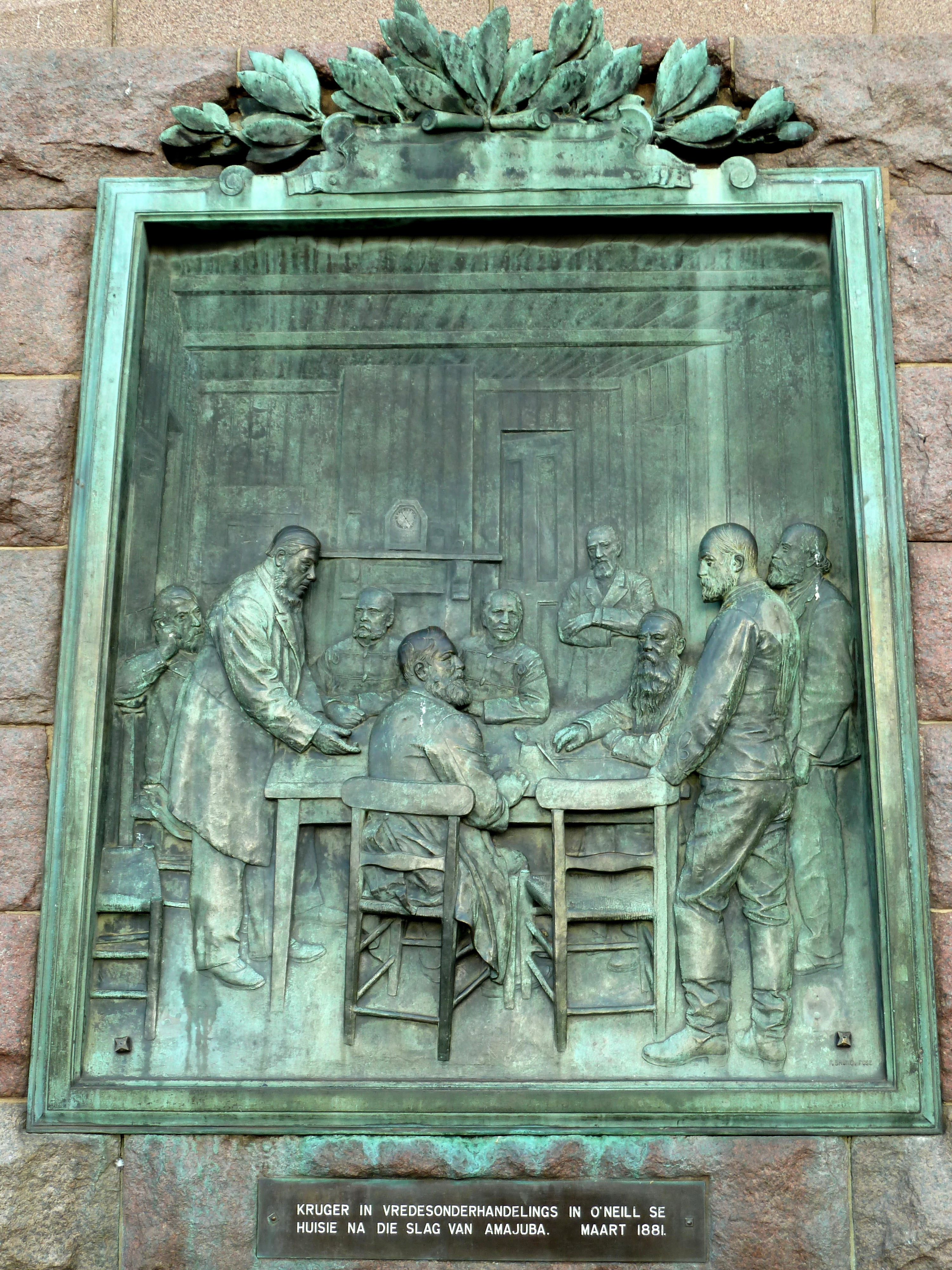
L'un des quatre bas reliefs en bronze.

Toutefois, de nombreuses personnes et de nombreux organismes culturels continuèrent par la suite à manifester leur mécontentement sur le site choisi et se montrèrent déterminés à ce que la statue soit déplacée de nouveau pour être ériger au centre de Church Square. En 1939, le conseil municipal adopta une résolution demandant ce transfert mais la Seconde Guerre mondiale stoppa tout transfert par crainte de débordements nationalistes anti-britanniques.
La victoire de Daniel François Malan en 1948 relança l'idée du transfert de la statue de Kruger vers le cœur politique de la Pretoria.
Le 10 octobre 1954, jour de l'anniversaire de la naissance de Kruger, la statue est finalement installée sur Church square où elle est érigée sur un nouveau socle. Le programme de la cérémonie d'inauguration s'étale sur 3 jours. Les symboles britanniques sont pour l'occasion recouverts et le drapeau du Transvaal hissé en haut des mats. Plusieurs milliers de personnes assistent à l'évènement dont le gouverneur-général, Ernest George Jansen et le premier ministre, DF Malan, qui effectue à cette occasion son dernier acte politique, avant la démission de toutes ses fonctions officielles.

### Les bâtiments de la place

#### Ancienne configuration architecturale

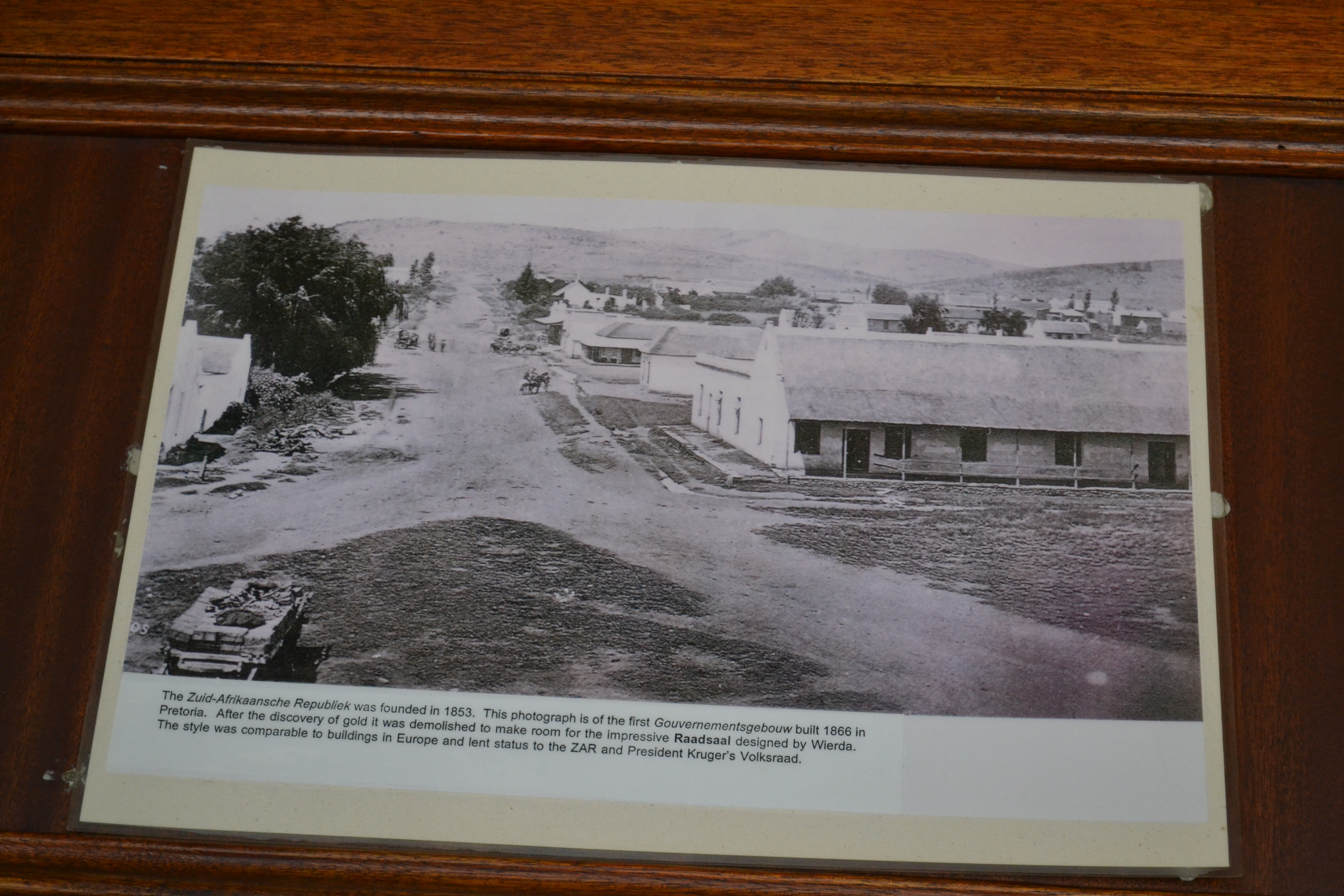
Ancien bâtiment du gouvernement construit en 1866 à Pretoria sur l'actuel Church Square et démoli pour laisser la place à l'actuel Raadsaal.
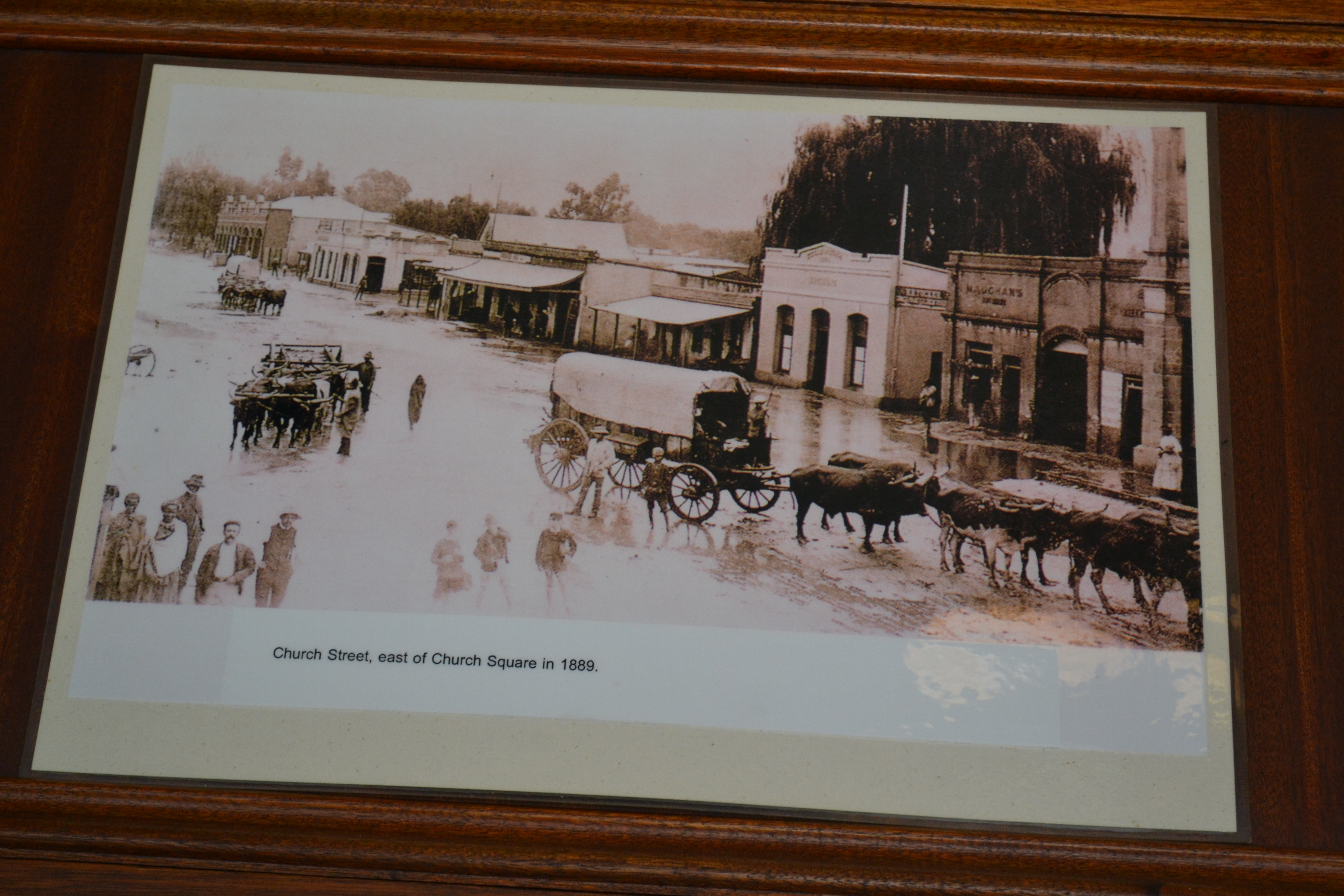
Church Street à l'est de church square à Pretoria en 1889.
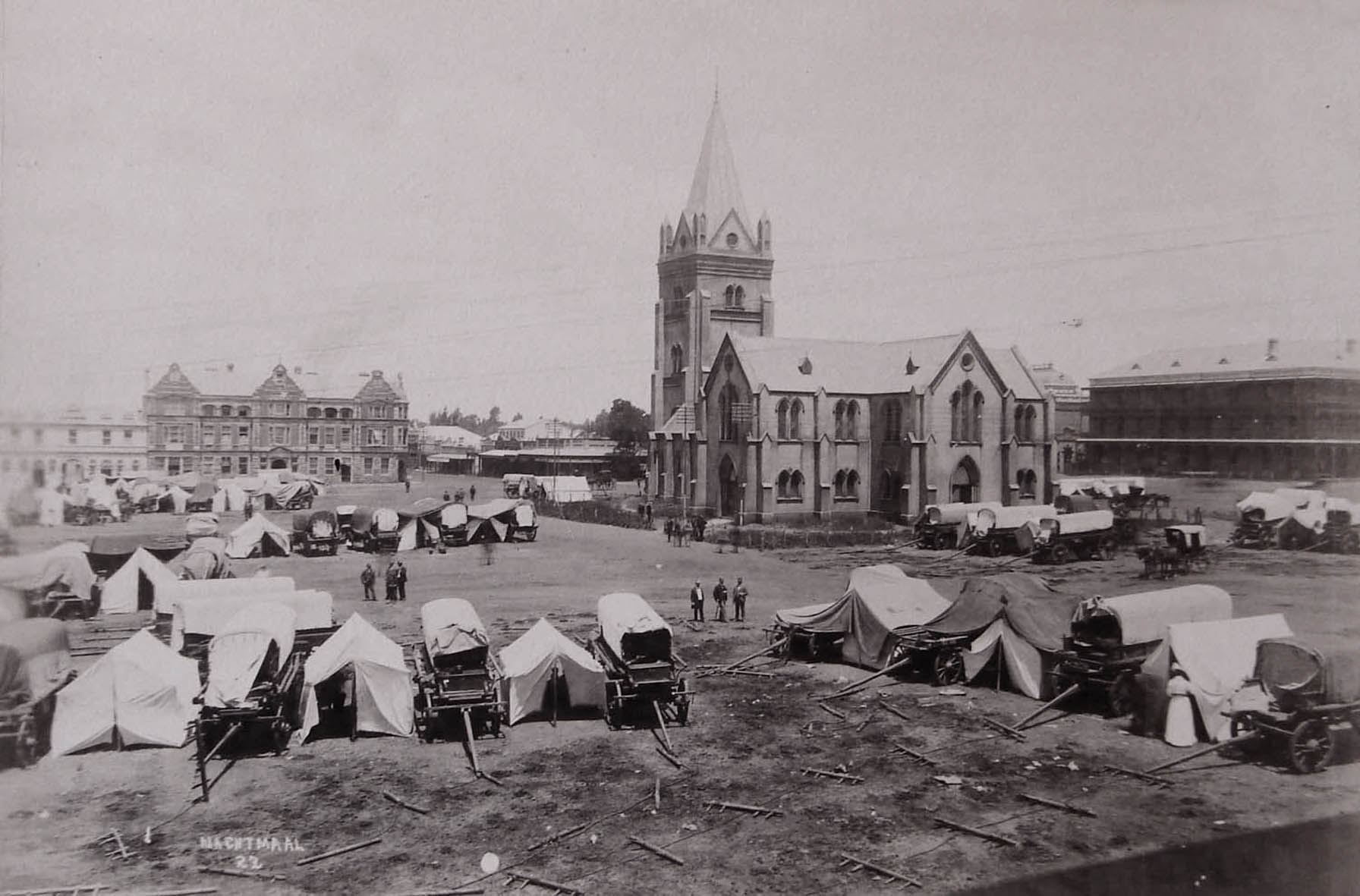
L'Alexandra building, l'église néo-gothique et le Grand Hotel sur la Place de l'église dans les années 1890.
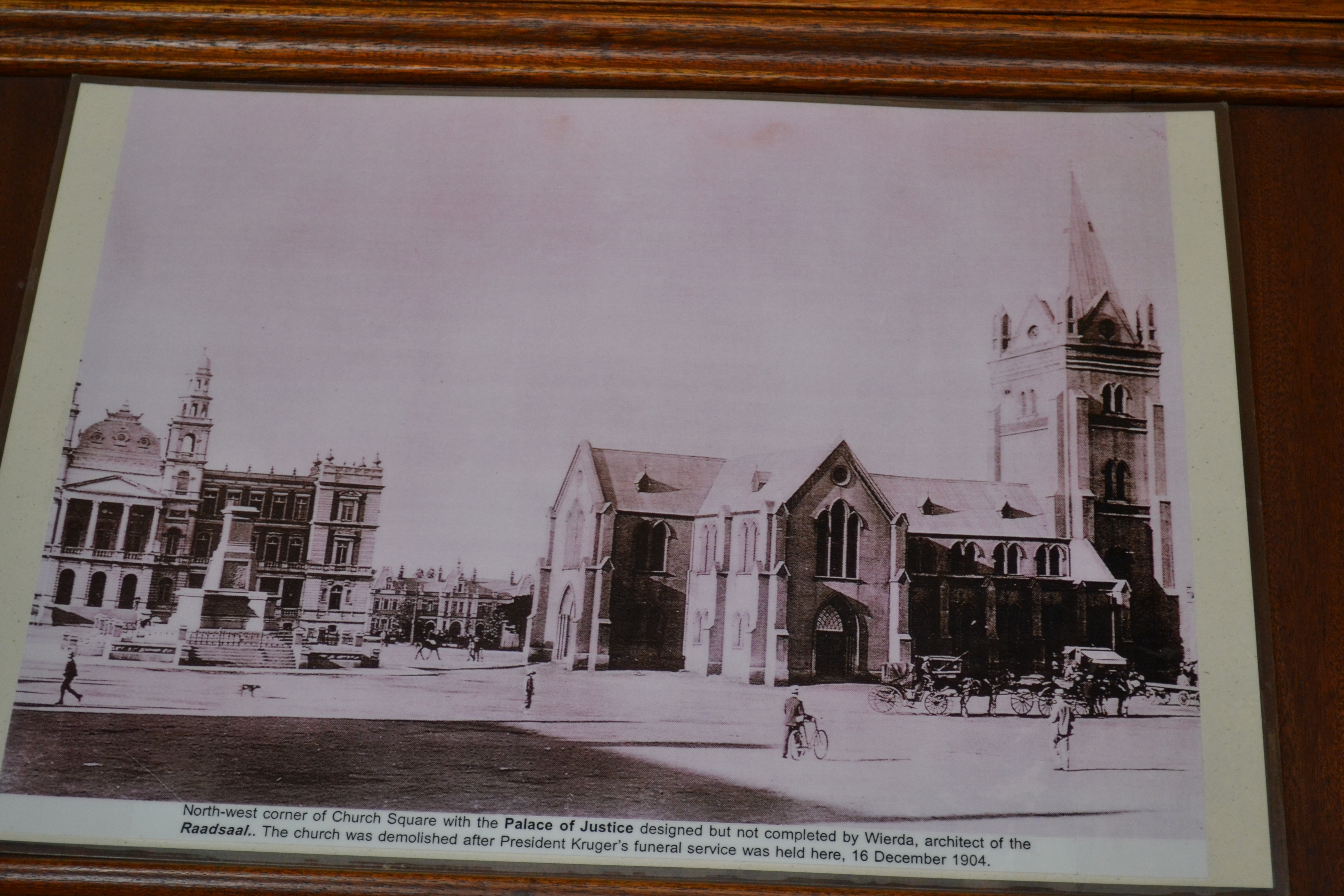
Church Square au crépuscule du XIXe siècle. L'église a été démolie peu de temps après les funérailles de Paul Kruger en 1904.

#### Configuration actuelle de Church Square

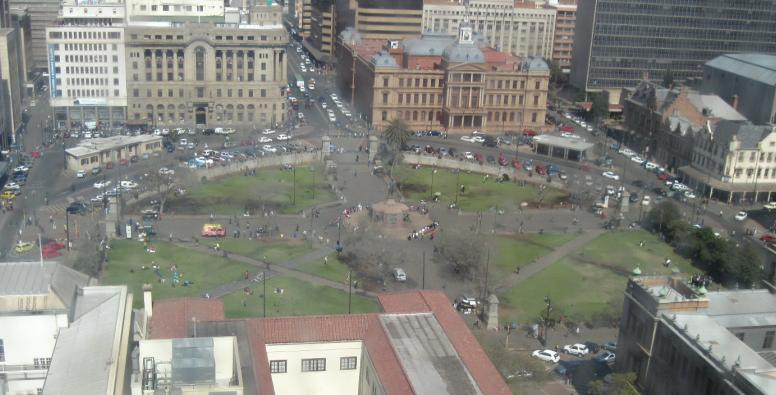
Vue aérienne.
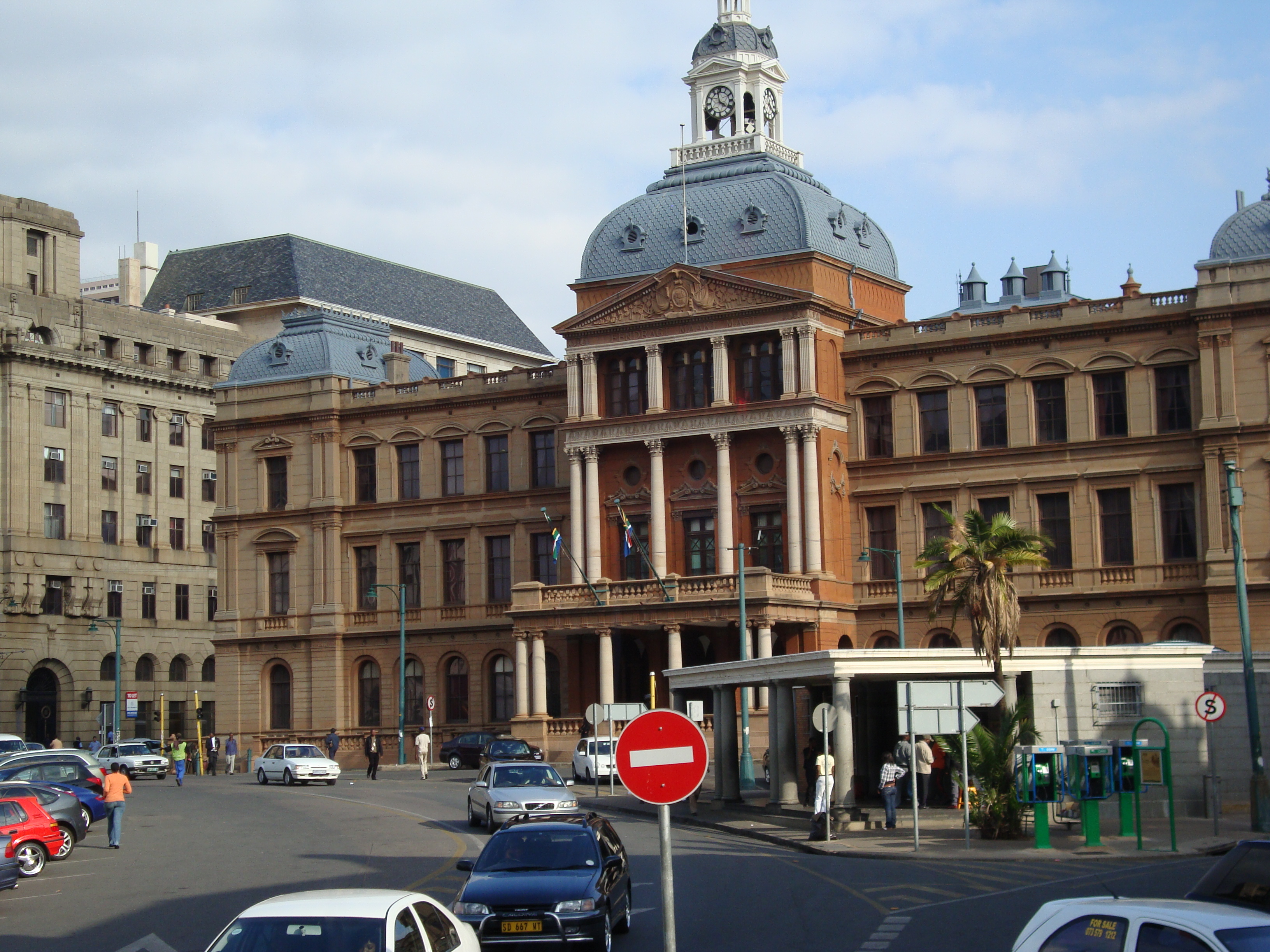
Le Raadsaal, l'ancien parlement du Transvaal.
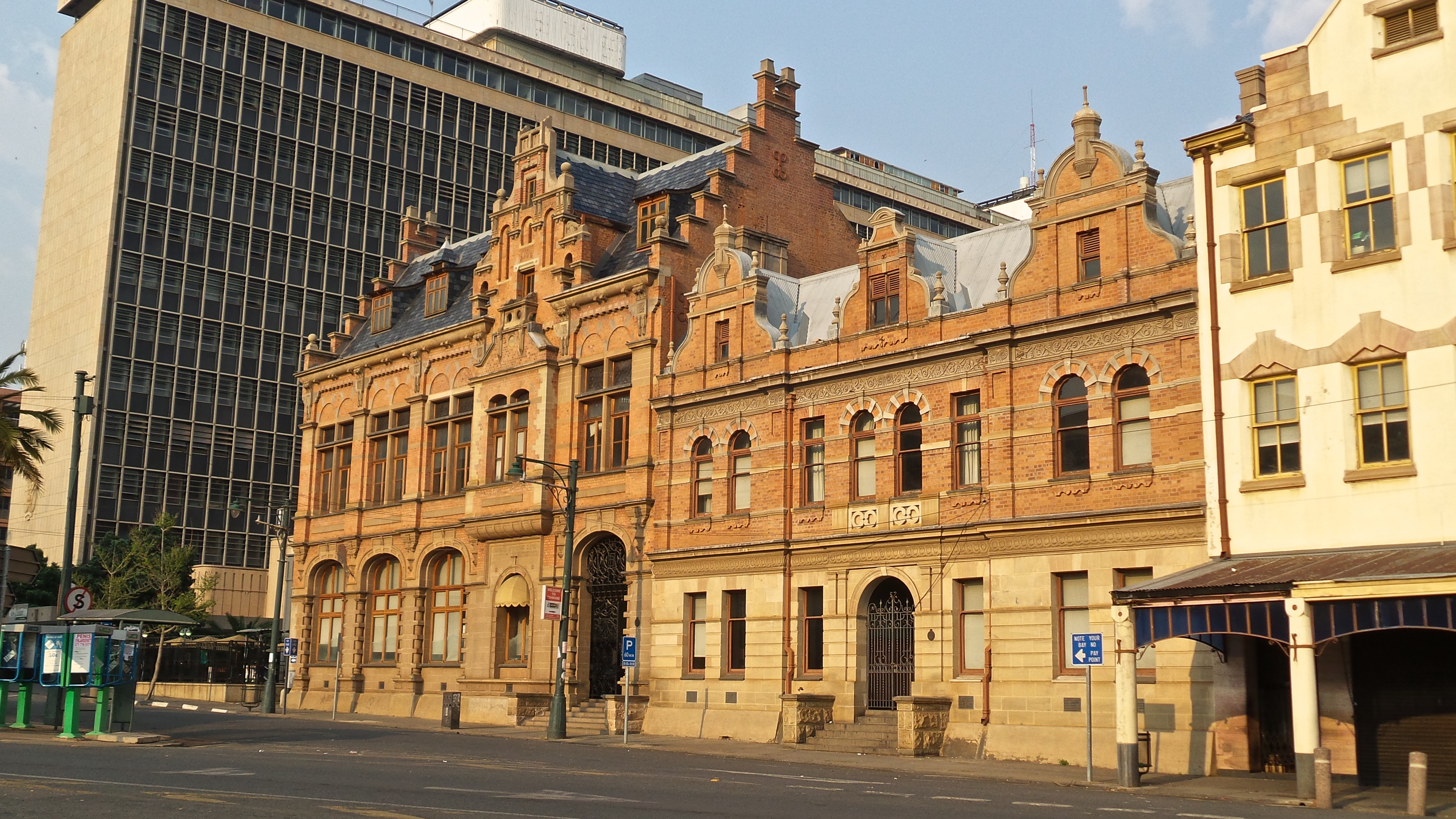
L'ex-banque et l'ex-chambre des lois. En arrière plan, le bâtiment de l'administration du Transvaal (construit en 1966, inoccupé depuis 1994)
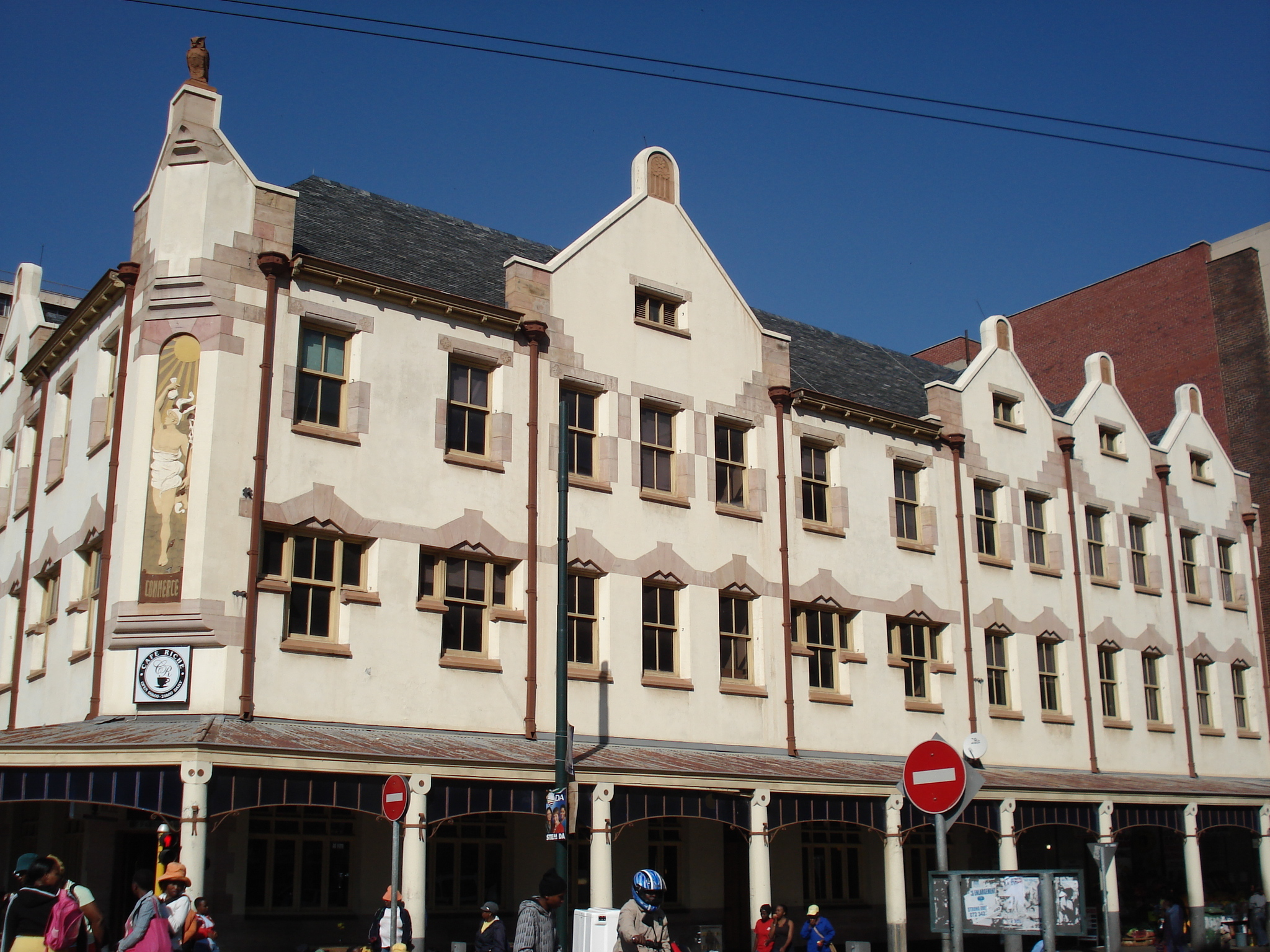
Café Riche.
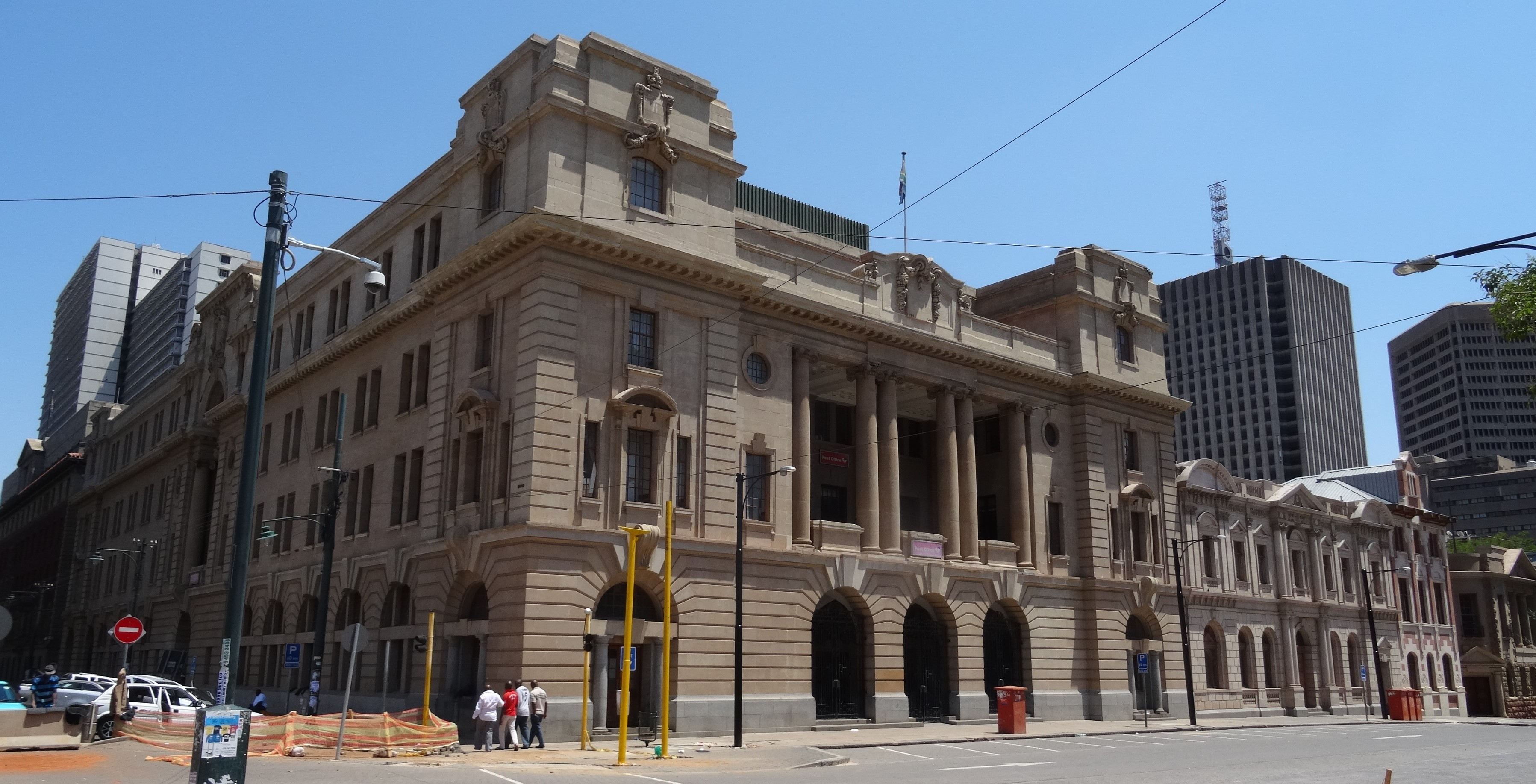
Poste générale de Pretoria et National Bank of South Africa
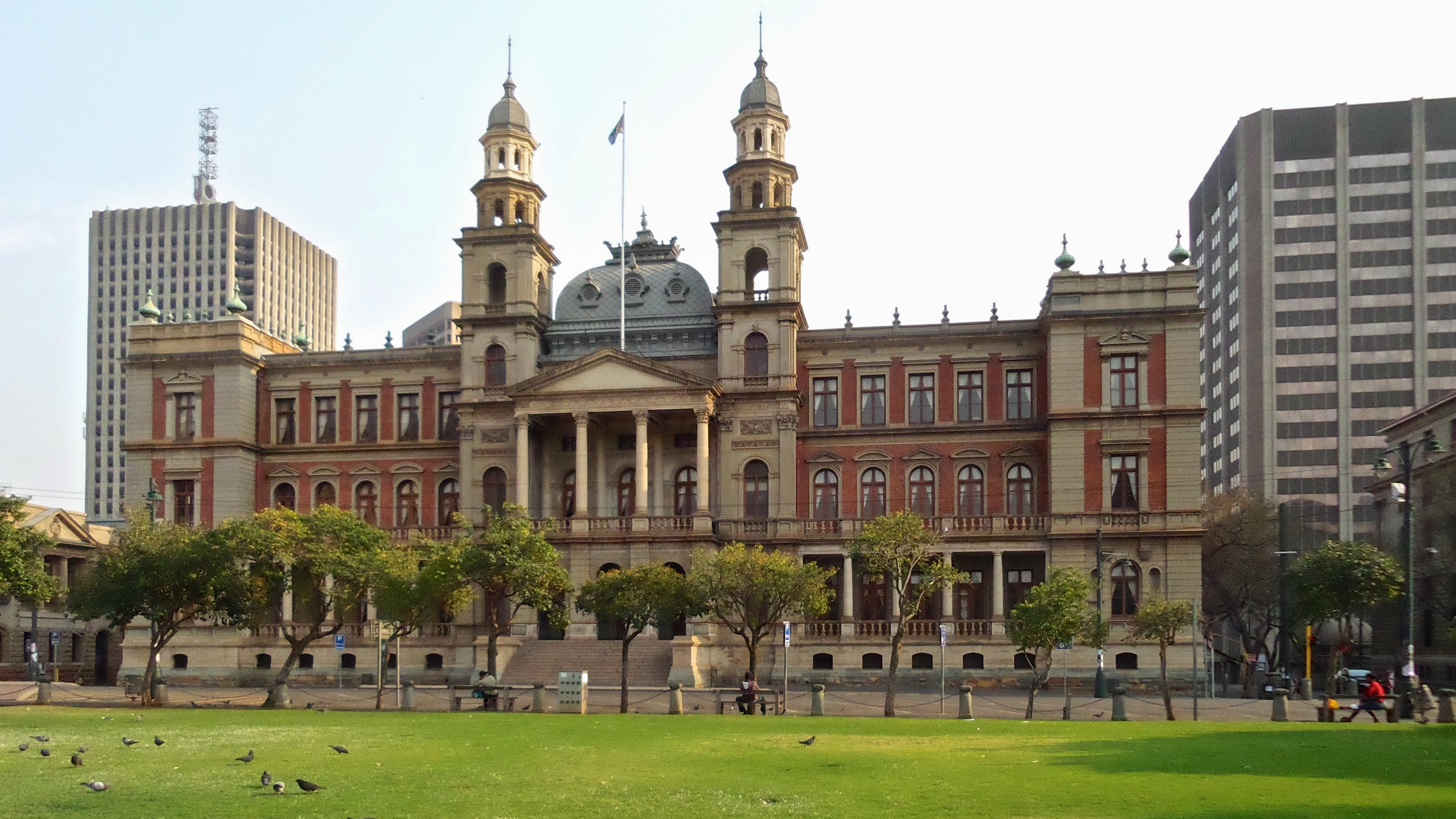
Palais de justice.
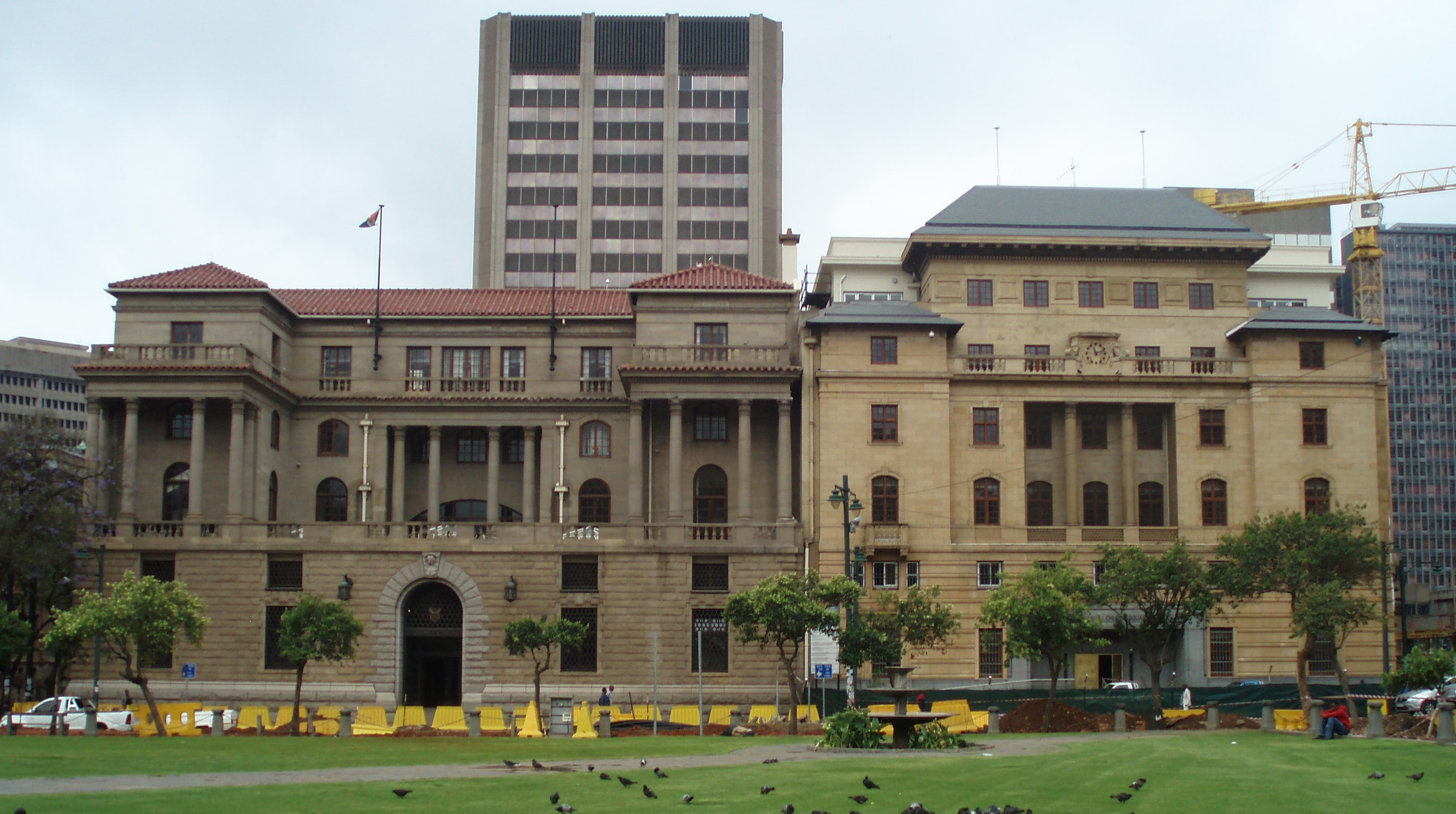
Old Reverse bank et old Mutual building
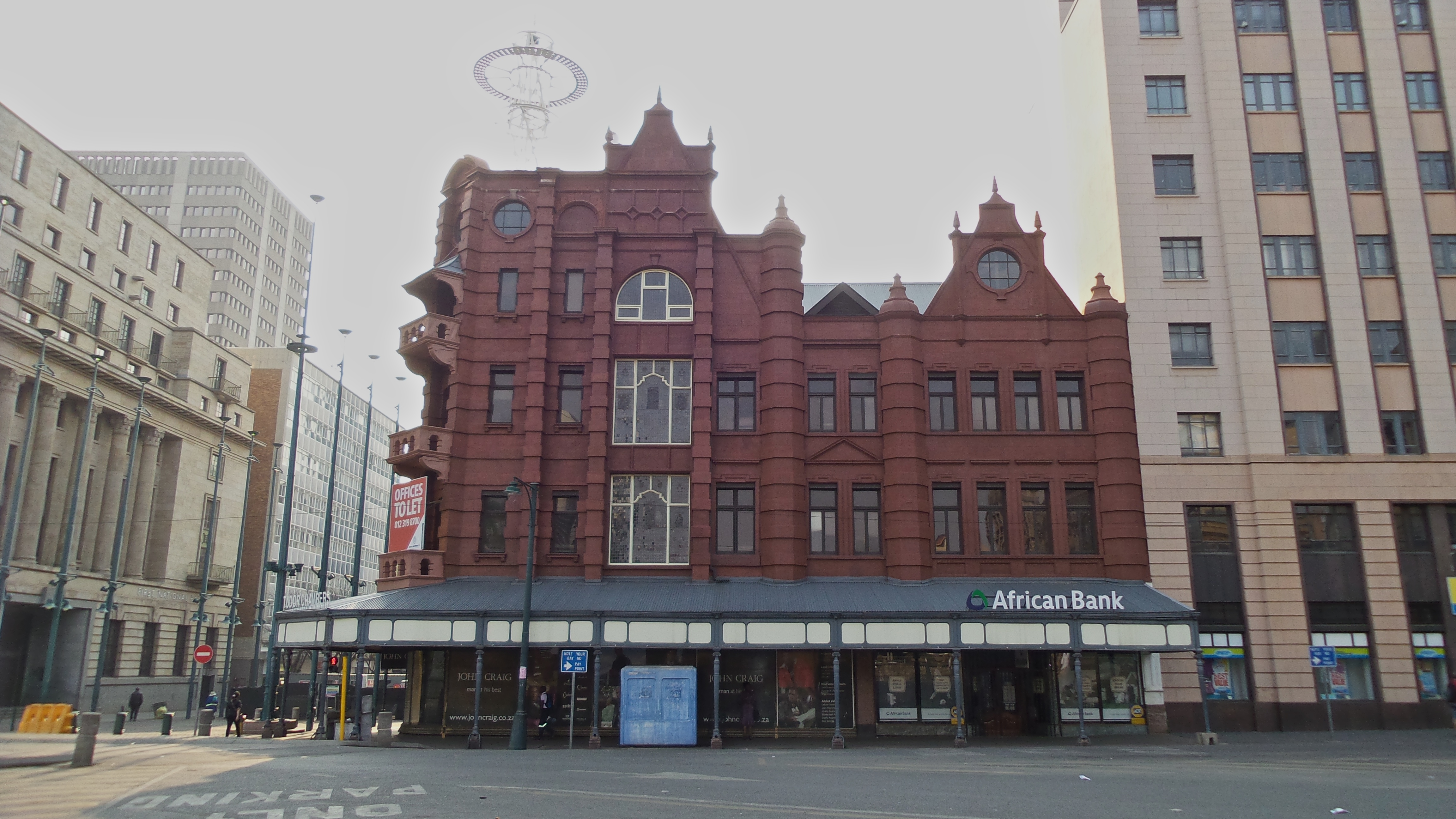
Bâtiment Tudor.

## Church Square dans les films
- Church Square est le lieu principal où se situe l'action du film sud-africain Silverton Siege (2022) réalisé par Mandla Dube.